# العلاج الكيميائي لسرطان الثدي

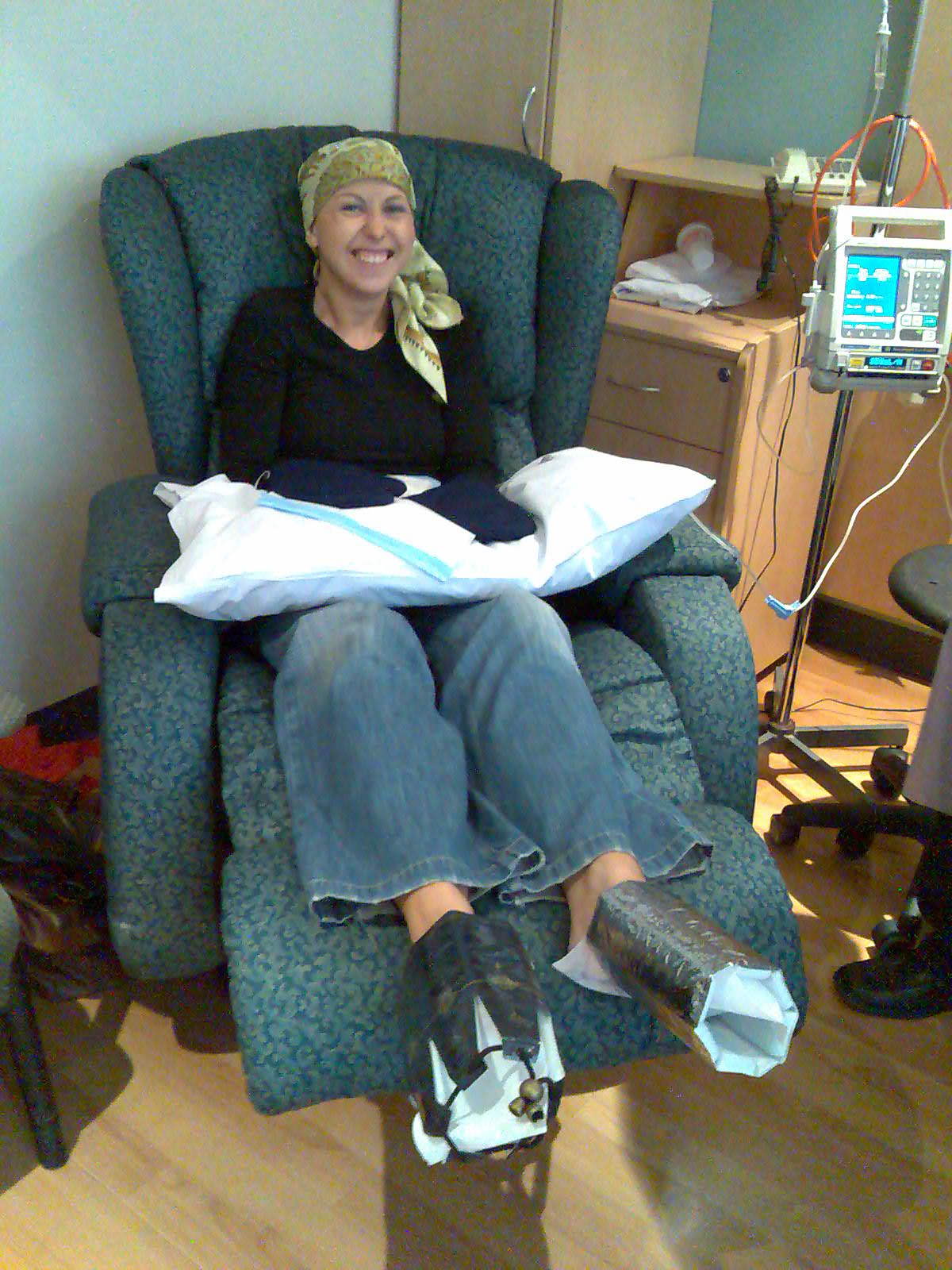
امرأة تعالج بالعلاج الكيميائي دوكسيتاكسيل لسرطان الثدي. يتم وضع القفازات الباردة ومبردات النبيذ على يديها وقدميها لمنع الآثار الضارة على الأظافر. يمكن استخدام إستراتيجيات مماثلة لمنع تساقط الشعر.

يشير العلاج الكيميائي لسرطان الثدي إلى استخدام الأدوية السامة للخلايا (العلاج الكيميائي) في علاج سرطان الثدي.

## الأنواع
يوجد ثلاث أنواع رئيسية من العلاج الكيميائي لسرطان الثدي

### العلاج الكيميائي ما قبل العلاج الإشعاعي أو الجراحي
- حيث يتم إعطاء العلاج قبل الجراحة لإبطاء نمو السرطان سريع النمو أو لتقليص حجم سرطان الثدي.[1]
- يستخدم هذا العلاج الكيميائي لعلاج الخلايا السرطانية المتطورة موضعياً، والسرطانات التي تكون كبيرة جدا في وقت التشخيص بحيث لا يمكن إزالتها عن طريق الجراحة، والتي يمكن إزالتها بعد ذلك بجراحة أقل خطورة.[2]

### العلاج الكيميائي المساعد
- يتم إعطاء العلاج الكيميائي المساعد بعد الجراحة للحد من خطر تكرارها. لذلك، يتم استخدامه لمحاولة قتل أي خلايا سرطانية قد لا تزال موجودة ولا يمكن الكشف عنها من خلال التصوير التشخيصي الطبي.[2]

### العلاج الكيميائيالمُلطف
- يستخدم العلاج الكيماوي الملطِّف للسيطرة على السرطان -وليس علاجه- في الأماكن التي انتشر فيها السرطان خارج الثدي والعقد اللمفاوية الموضعية. انظر سرطان الثدي النقيلي.
- الجمع بين العلاجات على سبيل المثال الجمع بين العلاجات غير الدوائية مع العلاج الكيميائي الموضعي للحد من السُمية وتحقيق نتائج أفضل.[3]

## نُظم العلاج
يمكن الجمع بين العديد من أدوية العلاج كيميائي لعلاج مرضى سرطان الثدي. يعتمد تحديد النظام المناسب للاستخدام على العديد من العوامل مثل: طبيعة الورم وحالة العقدة الليمفاوية وعمر المريض وصحته.
فيما يلي قائمة ببعض العلاجات الكيميائية الشائعة المستخدمة لعلاج سرطان الثدي:
- س.م.ف: سيكلوفوسفامايد، ميثوتريكسات، فلورويوراسيل.[4]
- ف.د.س: فلورويوراسيل، دوكسوروبيسين، سيكلوفوسفاميد.[5]
- أ.س: أدرياميسين (دوكسوروبيسين)، سيكلوفوسفاميد.[6]
- أ.س تاكسول: هو العلاج بواسطة أ.س يليه باكليتاكسيل (تاكسول).[7]
- ت.أ.س: تاكسوتير (دوسيتاكسيل)، أدرياميسين (دوكسوروبيسين)، سيكلوفوسفاميد.[8]
- ف.إ.س: فلورويوراسيل، إيبيروبسين، سيكلوفوسفاميد.[9]
- أ.ت: أدرياميسين (دوكسوروبيسين)، تاكسوتير (دوستاكسيل).[3]

ولأن العلاج الكيميائي يؤثر على إنتاج خلايا الدم البيضاء؛ فإنه يتم في بعض الأحيان إعطاء عامل تحفيز للمستعمرات بجانب العلاج الكيميائي. وقد تبين أن هذا يقلل -على الرغم من أنه لا يمنع بشكل كامل- معدل العدوى وانخفاض عدد الخلايا البيضاء. ولا تتطلب معظم نظم العلاج الكيميائي لسرطان الثدي المساعدة بشكل روتيني دعم عامل النمو باستثناء تلك المرتبطة بارتفاع معدل تثبيط نخاع العظم. قد تشمل هذه العلاجات الكيميائية التي تعطى في جرعة الكثيفة بمعني جرعتين أسبوعياً بدلا من ثلاث جرعات أسبوعياً أو العلاج الكيميائي بواسطة ت.أ.س (انظر أعلاه).

## الأنثراسيكلين
من خلال إجراء تحليل تلوي لأربع تجارب كبيرة لسرطان الثدي بما في ذلك ما يقرب من 3000 مريض، اكتشف الباحثون أن وجود خلل في الكروموسوم 17، يُسمى س.إ.ب 17 يرتبط بنتيجة أسوأ للعلاج في المرضى، ولكن وجوده يعد مؤشرًا مهمًا للغاية علي استجابة الورم للإنثراسيكلين.
وقد تم الكشف عن س.إ.ب 17 بواسطة اختبار مشترك ومباشر (التهجين الموضعي المتألق) والذي يتم بشكل روتيني في مرضى سرطان الثدي. ويتم استخدامه لاختبار الجين هير2 لمعرفة ما إذا كانت المرأة قد تستفيد من عقار هيرسيبتين، وتقييم الـ س.إ.ب 17 يمكن تنفيذه بسهولة في نفس تحليل التهجين الفلوري في الموقع.

### طريقة الاستعمال
لعلاج سرطان الثدى يتم إعطاء جرعة العلاج الكيميائي عن طريق الوريد (الحقن الوريدي) أو عن طريق الفم في هيئة أقراص أو كبسولات (عن طريق الفم).

## ضرر مضادات الاكسدة في المكملات
من الشائع أن يتناول الناس المكملات الغذائية بعد تشخيص إصابتهم بالسرطان، ومع ذلك فإنها قد تقلل من فعالية العلاج الكيميائي. تشير دراسة إلى أن بعض المكملات الغذائية قد تسبب ضررًا أكبر من الفوائد لمرضى سرطان الثدي الذين يخضعون للعلاج الكيميائي.
وقد ذكرت معظم وسائل الإعلام التي أبلغت عن هذه الدراسة بشكل غير كامل يوضح نتائج الدراسة فقيل ان استخدام مضادات الأكسدة قد ثبت أنه يزيد من خطر تكرار الإصابة بسرطان الثدي والوفاة. في حين لم تكن هذه النتائج ذات دلالة إحصائية وتثير تساؤلات حول التقارير، وبالتالي فهي لم تثبت وقائع تجريبية. في الواقع كانت نتائج الدراسة استخدام بعض الفيتانينات والمعادن في ما يلي:
- استخدام فيتامين بي 12، ودراسة ارتباط المريض على قيد الحياة اثناء وبعد العلاج الكيميائي.
- كان استخدام معدن الحديد أثناء العلاج الكيميائي يظهر زيادة تكرار الإصابة
  - لقد كان التكرار المتزايد أعلى للمرضى الذين استخدموا الحديد فقط أثناء العلاج الكيميائي.
- لم يظهر استخدام متعدد الفيتامينات مرتبطا بالتغييرات في نتائج البقاء على قيد الحياة اثناء الدراسة.

لقد تبين استخدام الحديد وفيتامين بي 12 بنتائج اسوأ اثناء العلاج الكيميائي، وما زال هناك حاجة إلى دراسة أكبر لفهم ما إذا كانت هذه المكملات الغذائية الشعبية تؤثر بالتأكيد على نتائج العلاج الكيميائي لمرضى السرطان، ناسيما المكملات الأخرى التي تحتوي على مضادات اكسدة. ختاما توصي هذه الدراسة بأن يتوخى المرضى الحذر وتجنب تناول أي مكملات دون استشارة الطبيب.